# Goran Vasilijević
Goran Vasilijević (Zemun, 27 agosto 1965) è un ex calciatore jugoslavo, di ruolo difensore.

## Palmarès

### Club

#### Competizioni nazionali
- Campionato jugoslavo: 1

Stella Rossa: 1989-1990
- Coppa di Jugoslavia: 1

Stella Rossa: 1989-1990
- Coppa di Bulgaria: 1

Lokomotiv Sofia: 1994-1995

#### Competizioni internazionali
- Coppa dei Campioni: 1

Stella Rossa: 1991
- Coppa Intercontinentale: 1

Stella Rossa: 1991